# Luca Giacomo Bortoli
Luca Giacomo Bortoli (* 2. Juli 1934) ist ein in Gießen lebender italienischer Gastronom.
Er ist seit den 1950er Jahren als einer der ersten italienischen Gastronomen in Hessen tätig. 
Über viele Jahre war er Pächter von 18 italienischen Restaurants in ganz Deutschland. 
Er ist Mitbegründer der „Vereinigung Italienischer Gastronomen in Deutschland“ (Ciao Italia, Gründungsjahr 1982), bis 1988 war er erster Vorsitzender des Regionalverbandes Hessen, von 1989 bis 1997 Präsident der Gesamtvereinigung, der ca. 30.000 italienische Restaurants in der Bundesrepublik angehören, danach war er Ehrenpräsident. 
Bortoli hat sich besonders im Bereich der Integration Italienischer Gastarbeiter verdient gemacht. 
Er war stets Ansprechpartner für seine Landsleute, organisierte regelmäßig Treffen, half bei der Wohnungsvermittlung und begleitete Hilfesuchende bei Behördengängen.
Wegen seiner Verdienste bei der Integration der Menschen und beim kulturellen Austausch zwischen Italien und Deutschland wurde er 2006 mit der Wilhelm-Leuschner-Medaille ausgezeichnet, der höchsten Auszeichnung des Landes Hessen.